# ريان سادوفسكي
ريان سادوفسكي (بالإنجليزية: Ryan Sadowski)‏ هو لاعب كرة قاعدة أمريكي، ولد في 4 أكتوبر 1982 في ميامي في الولايات المتحدة.

## وصلات خارجية
- ريان سادوفسكي على موقع دوري كرة القاعدة الرئيسي (الإنجليزية)
- ريان سادوفسكي على موقع دوري كوريا الجنوبية لكرة القاعدة (الإنجليزية)
- ريان سادوفسكي على موقعبيزبول رفرنس.كوم (الدوري الرئيسي) (الإنجليزية)
- ريان سادوفسكي على موقعبيزبول رفرنس.كوم (الدوري الثانوي) (الإنجليزية)
- ريان سادوفسكي على موقع إي إس بي إن.كوم (أم.أل.بي) (الإنجليزية)